# Худайназаров, Таган
Таган Худайназаров — советский хозяйственный и государственный деятель, лауреат Государственной премии СССР за выдающиеся достижения в труде.

## Биография
Родился в 1937 году в селе Гарахожа. Член КПСС.
В 1955—1962 — учётчик, бухгалтер, в 1962—1987 — бригадир, в 1987—1991 — председатель колхоза имени Карла Маркса Ленинского района Ташаузской области Туркменской ССР.
За выдающиеся достижения в получении высоких и устойчивых урожаев технических, овощных и плодовых культур на основе комплексной механизации их возделывания был в составе коллектива удостоен Государственной премии СССР за выдающиеся достижения в труде 1976 года.
Депутат Верховного Совета Туркменской ССР 12-го созыва (1990—1995).
Живёт в Ашхабаде.

## Награды
- Орден Знак Почёта (1971)
- Орден Трудовой Славы II степени (1980)
- Орден Трудовой Славы III степени (1975)